# Omphax
Omphax is een geslacht van vlinders van de familie spanners (Geometridae), uit de onderfamilie Geometrinae.

## Soorten
- O. bacoti Prout, 1912
- O. bara Herbulot, 1972
- O. bilobata Janse, 1935
- O. idonea Prout, 1916
- O. interfulgens Herbulot, 1955
- O. leucocraspeda Prout, 1912
- O. modesta (Warren, 1897)
- O. neglecta Herbulot, 1977
- O. nigricornis (Warren, 1897)
- O. particeps Prout, 1932
- O. plantaria Guenée, 1858
- O. rhodocera (Hampson, 1910)
- O. rigua Prout, 1930
- O. rubriceps (Warren, 1904)
- O. shorti Prout, 1912
- O. trilobata Janse, 1935
- O. vicinitaria (Wallengren, 1863)